# LorikSoftware
Die LorikSoftware von Lorienne S.A. ist eine professionelle Software für die digitale Kartographie. Es ist eine integrative und modulare Komplettlösung zur Herstellung und Fortführung kartographischer Produkte.
Als Komplettlösung und Spezialprogramm zur Herstellung und Fortführung von gedruckten und digitalen topografischen Karten, verbindet dieses Software die Funktionalitäten eines Grafikbearbeitungsprogrammes mit den Funktionen und Vorteilen moderner Geoinformationssysteme. Grundsätzlich können die Funktionsbereiche in drei Bereiche untergliedert werden. Erstens den Datenimport und die Datenhaltung, zweitens die Koordination, Weiterverarbeitung und Aufbereitung der Daten und drittens den Datenexport und die Druckvorstufe.

## Modularer Aufbau und Funktionsumfang
Seit der Version 2.0 gliedert sich die LorikSoftware in zwei themenbasierte und modulare Softwarelösungen (LorikMapFactory und LorikGISPublishing). LorikMapFactory ist eine umfassende und eigenständige Workflow-Lösung für die Kartenerstellung, mit der kartografische Produkte hergestellt, bearbeitet, organisiert, veröffentlicht und aktualisiert werden können. LorikGISPublishing kombiniert die Veröffentlichung von Daten und Datenbanken aus Geoinformationssystemen (GIS) mit einer Kartographie-Software, die Funktionen zur Gestaltung, Druckvorbereitung und für das Web-Mapping bereitstellt. Die jeweiligen Module beider Themenlösungen basieren auf der gleichen Technologie und sind miteinander kompatibel.
LorikMapFactory gliedert sich in die folgenden Module:
- LorikCartographer, ein vektorbasiertes Grafik- und Zeichenwerkzeug
- LorikGISMapper für die automatisierte und individualisierten Produktion von Karten unter Verwendung von geographischen Daten
- LorikPublisher für die Verwaltung der Veröffentlichung von gedruckten Karten
- LorikDigital um kartographische Repositories im Rahmen der Erstellung digitaler Karten für das Internet oder andere elektronischen Anwendung zu nutzen

LorikGISPublishing gliedert sich in die folgenden Module:
- Der LorikGISRuleEditor automatisiert das individuelle Kartendesign auf Grundlage importierter GIS-Quellen (Daten und/oder Datenbanken) und zuvor definierter Importregeln
- LorikGISPublisher bietet den direkten und dynamischen Kartendruck auf der Basis von GIS-Quellen
- LorikGISDigital um aus GIS-Quellen digitale Karten für das Internet oder andere elektronischen Anwendung zu erzeugen

Im August 2019 erschien die neue Version 7.0 der LorikSoftware. Ab Version 4.0 können mit dem LorikGISMapper auch NAS-Daten importiert und weiterverarbeitet werden. Damit steht den Nutzern das neue Austauschformat der AAA-Datenhaltung zur Verfügung.

## Verbreitung/Anwendungsgebiete
Die LorikSoftware dient der computerbasierten Herstellung von Karten. Sie ist eine Komplettlösung zur Erstellung von topografischen Karten und versucht die Funktionen der verschiedenen Spezialprogramme der Kartographiebranche in einer modularen Softwarelösung zu vereinen. Bei der Betrachtung als Grafik- und Zeichenprogramms steht diese Software in direkter Konkurrenz mit bekannten Grafikprogrammen wie FreeHand oder Adobe Illustrator. Durch die Spezialisierung auf die Erstellung, Fortführung und Veröffentlichung von Karten, bietet die LorikSoftware Anwendern aber über einen für die digitale Kartografie spezifischen Funktionsumfang (s. o.), zum Import, zur Bearbeitung und zur Veröffentlichung von Karten, denen sonst kein Grafik- und Zeichenprogramm und auch keine andere Software zur Verfügung steht.
Die LorikSoftware sowie deren Dokumentation sind in französischer und englischer Sprachausgabe verfügbar.
Die LorikSoftware läuft auf jedem Standard-PC, bei welchem das TCP/IP-Netzwerkprotokoll eingerichtet ist. Benötigt wird:
- Windows Windows 10 oder 7 (32 & 64 bit)
- 85 MB Speicherplatz für die Installation (zuzüglich der Online-Dokumentation werden 225 MB benötigt)
- Minimum von 4 GB RAM (Arbeitsspeicher) empfohlen

Die LorikSoftware bietet angepasste Lösungsmodelle für staatliche Landesvermessungsämter und Institute, Verteidigungseinrichtungen und Verwaltungen, Verlage und Dienstleistungsunternehmen (z. B. Ingenieurbüros). Die Verbreitung ist international. Die Software wird u. a. von den folgenden Institutionen eingesetzt: Bundesamt für Landestopografie der Schweiz, Landesamt für Vermessung und Geoinformation Sachsen-Anhalt, Landesvermessungsamt Schleswig-Holstein, Bundesamt für Seeschifffahrt und Hydrographie (BSH), Service hydrographique et océanographique de la Marine (SHOM, französische Marine), Ministry of Defense (britisches Verteidigungsministerium), Hamburg Port Authority (HPA), Novasys (Schweiz), Tele Atlas, Navteq, Berliner Verkehrsbetriebe, Michelin, Pietruska-Verlag usw.

## Geschichte
Die LorikSoftware wurde Anfang der 1990er Jahre von Ingenieuren und Kartographen der 1991 gegründeten Firma Lorienne S.A. in Paris entwickelt. Ziel der Entwickler war es auf dem zu dieser Zeit technisch fortschrittlichsten und vor allem bedienungsfreundlichsten Betriebssystem NeXTStep, vom Apple Gründer Steven Jobs, ein System zu Programmieren, mit dem Kartographen auf einfache Weise Topografische Karten gestalten und bearbeiten können, und mit dem der gesamte Herstellungsprozess von der Kartenerstellung bis zur finalen Ausgabe an den Druckbereich mit einer Software durchgeführt werden sollte. Da es zu dieser Zeit im Bereich der Kartenherstellung keine Software gab, die derart umfassend und insbesondere so leicht bedienbar war, hat sich der größte Kartenverlag Frankreichs Michelin Mitte der 1990er Jahre entschieden, sein gesamtes Kartenwerk mit der LorikSoftware zu erstellen. Als klar war, dass es keine Zukunft für NeXTStep geben würde, wurde die LorikSoftware mit ihrer NeXT Engine Ende der 1990er Jahre auf MS-Windows-Systeme portiert.
Bis zur Version der LorikSoftware 2.0 unterteilte sich die Software in die Module GISLink, Cirrus, Nuages, Dry und LorikWeb. Im April 2009 veröffentlichte Lorienne S.A. die Version 2.0 mit den aktuellen Modulen (s. o.) und reagierte damit auf die aktuellen Marktveränderungen. Der Funktionsumfang der veralteten Module wurde durch neue Funktionen ergänzt und neu aufgegliedert.